# Brandon Castle
Brandon Castle var en middelalderfæstning med udsigt over floden Avon mellem landsbyerne Brandon og Wolston i Warwickshire. De ligger mellem Rugby og Coventry.
Oprindeligt lå det en motte-and-baileyfæstning, der blev opført i 1100-tallet af Geoffrey de Clinton. Omkring 1226 grundlagde Verdon-familien en borg i sten, der bestod af et keep og en forgård. Den skal være nedrevet i 1265 af soldater fra Kenilworth Castle, fordi John de Verdon aktivt støttede kongen.
I dag er der kun jordvolde og få rester af murværk tilbage.